# كرزي

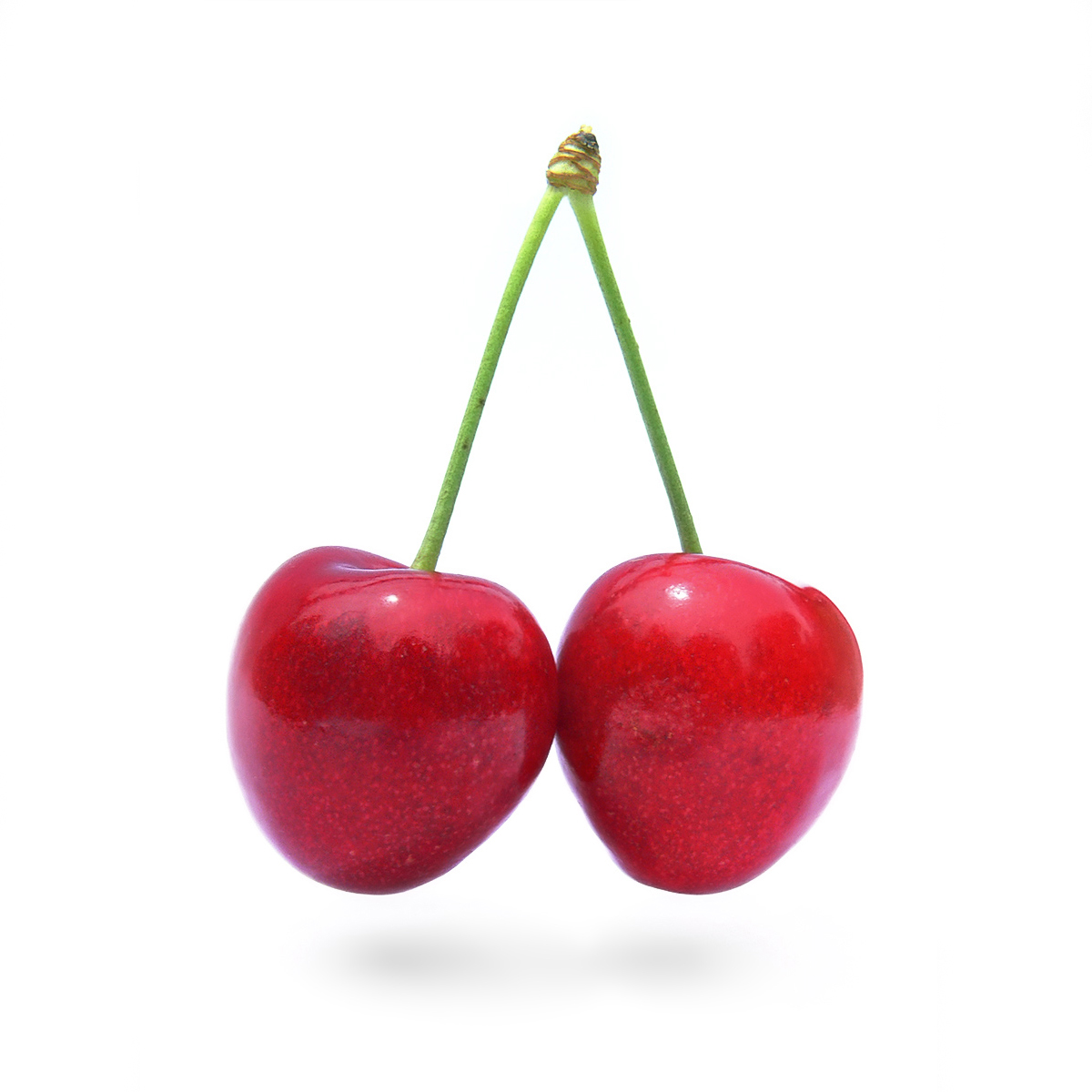
البرقوق الطيري، المعروف باسم الكرز الأسود البري

الكرزي (بالإنجليزية: Cerise)‏ هو أحد تدرجات اللون الزهري.
والكرزي نسبة إلى الكرز وهو أحد أفراد فصيلة البرقوق، وهو نبات له ثمر يتراوح بين اللون الأصفر إلى الأحمر الداكن، أو الأسود.